# 加万
加万（Gawan），是印度北方邦Budaun县的一个城镇。总人口7753（2001年）。

## 人口
该地2001年总人口7753人，其中男性4103人，女性3650人；0—6岁人口1505人，其中男812人，女693人；识字率41.92%，其中男性为50.48%，女性为32.30%。